# Kaltwasserkarspitze
La Kaltwasserkarspitze (littéralement « pointe de l'eau froide ») est un sommet des Alpes, à 2 733 m d'altitude, dans le massif des Karwendel, et précisément du chaînon de Hinterautal-Vomper, en Autriche (Tyrol).

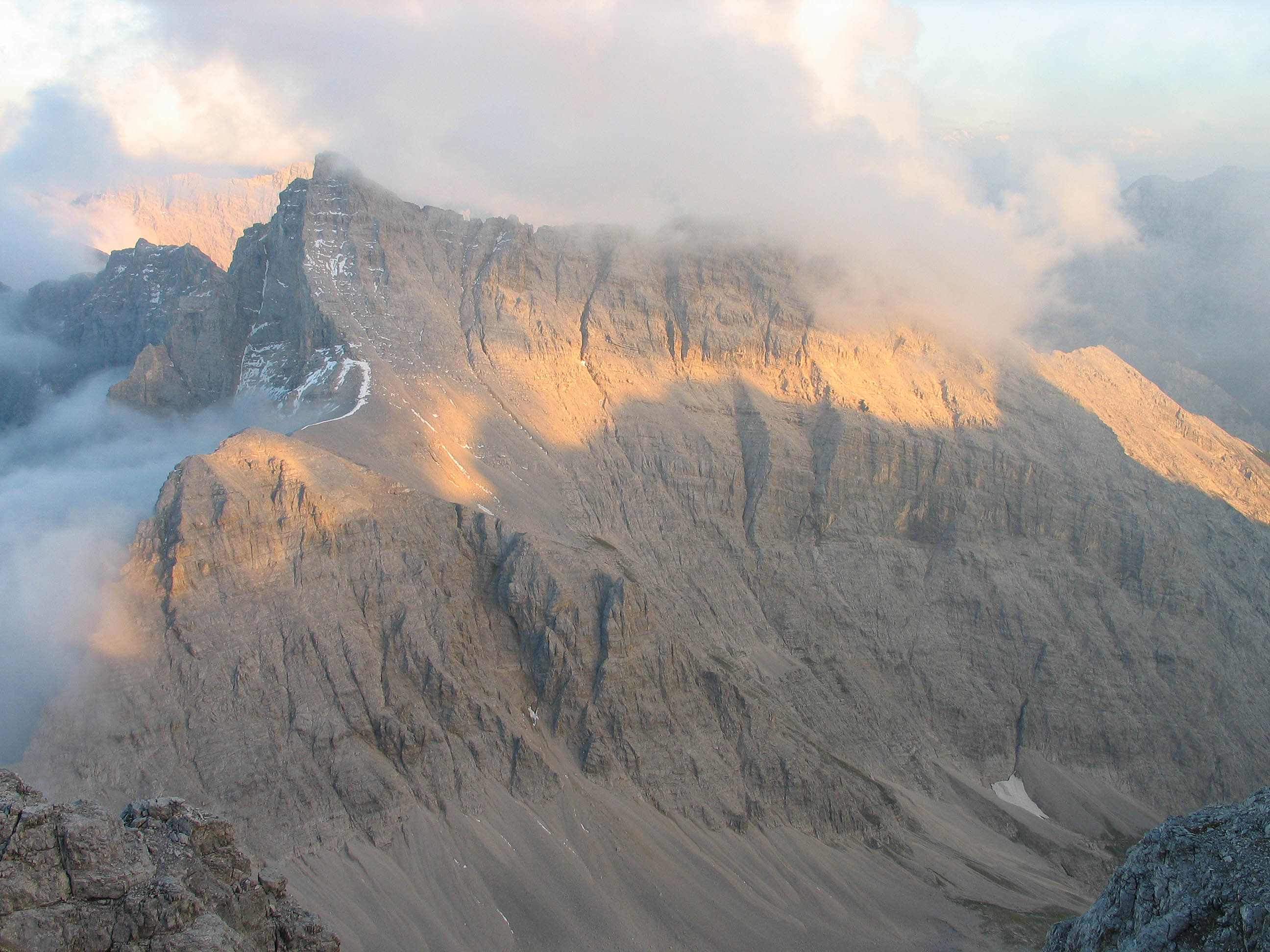
Kaltwasserkarspitze depuis la Birkkarspitze.